# Chlorida
Chlorida is een kevergeslacht uit de familie van de boktorren (Cerambycidae). De wetenschappelijke naam van het geslacht werd voor het eerst geldig gepubliceerd in 1834 door Audinet-Serville.

## Soorten
Chlorida omvat de volgende soorten:
- Chlorida cincta Guérin-Méneville, 1844
- Chlorida costata Audinet-Serville, 1834
- Chlorida curta Thomson, 1857
- Chlorida denticulata Buquet, 1860
- Chlorida fasciata Bates, 1870
- Chlorida festiva (Linnaeus, 1758)
- Chlorida inexpectata Martins, Galileo & Limeira-de-Oliveira, 2011
- Chlorida obliqua Buquet, 1852
- Chlorida spinosa Aurivillius, 1887
- Chlorida transversalis Buquet, 1844